# Aleiodes arnoldii
Aleiodes arnoldii är en stekelart som först beskrevs av Vladimir Ivanovich Tobias 1976.  Aleiodes arnoldii ingår i släktet Aleiodes och familjen bracksteklar. Inga underarter finns listade i Catalogue of Life.